# Obdobje Jajoi
Obdobje Jajoi (弥生時代 "Jajoi džidaj") je železnodobno obdobje v japonski zgodovini s tradicionalnim trajanjem med leti 300 pr. n. št. in 300 n. št. Od 1980-ih se mnogi znanstveniki strinjajo, da se datum začetka premakne nekaj stoletij v Obdobje Džomon. Najverjetneje je dejanski čas začetka nekje med 10. in 6. stoletjem pr. n. št.
Obdobje se imenuje po soseski v Tokiu, kjer so arheologi najprej odkrili artefakte in značilnosti tega obdobja. Od drugih obdobij ga ločimo po pojavu novega sloga lončenine Jajoi in začetkih intenzivne obdelave riževih polj. Pojavi se družbena razslojenost in metalurške tehnike obdelave železa ter brona.
Obdobje Jajoi je sledilo Obdobju Džomon (več kot 14.000–900 ali 300 pr. n. št.) in pomenilo kulturni razcvet na geografskem območju od južnega Kjušuja do severnega Honšuja. Arheološki dokazi podpirajo idejo, da je v tem času na japonsko otočje tekel tok kmetovalcev iz azijskega kontinenta, ki se je absorbiral v domorodno prebivalstvo ali pa ga osvojil.

## Značilnosti
Obdobje Jajoi traja tradicionalno med letoma 300 pr. n. št. in 300 n. št. Najstarejše najdbe izvirajo iz severnega Kjušuja, a razprava o tem še poteka. Kultura Jajoi se je hitro širila po otočju in se mešala z džomonskim prebivalstvom Honšuja. Nedavne raziskave z uporabo pospeševalnega masnega spektrometra za raziskave sajastih ostankov na lončenini pomika datum začetka obdobja 500-600 let nazaj.
Lončenina Jajoi je preprosto okrašena in se izdeluje s tehnikami odtisov veziv kot v obdobju Džomon. Jajojški mojstri obrtniki so izdelovali bronaste zvonove (dotaku), ogledala in orožje. Do 1. stoletja so kmetje že uporabljali železno orodje in orožje.
Ko se je število prebivalcev večalo, je postajala družba bolj razslojena in kompleksna. Pletli so blago, živeli v stalnih vaseh, gradili iz lesa in kamna ter živeli od zemlje. Preko lastništva zemlje in shranjevanja žit so si služili bogastvo. Ti vedenjski vzorci v družbi navadno privedejo do razslojitve. Sodobniki na Kitajskem so opisovali ljudi, ki imajo tetovaže in druge telesne poslikave za označitev pripadnosti določenem razredu. Poglavarji na nekaterih delih Kjušuja naj bi sponzorirali, včasih pa tudi politično manipulirali s trgovino brona in prestižnih predmetov. To je bilo možno zaradi pojava vplivnih lastnikov zemlje ob uvedbi namakalnega, mokrega načina vzgajanja riža, ki se je najprej razvilo v estuariju reke Jangce na jugu Kitajske, potem pa preneslo na japonsko otočje preko Korejskega polotoka. Rastla in razvila se je kmetijska družba, ki več ni imela potrebe po selitvi za preživetje. Lokalna politika in družbeni razvoj je bil pomembnejši od dejavnosti centralne oblasti znotraj razslojene družbe.
Neposredne primerjave med skeleti pripadnikov ljudstva Džomon in Jajoi kažejo na opazne razlike. Džomonci so bili večinoma nižji z relativno daljšo podlahtjo in spodnjim delom nog, očmi širše narazen, nižjim in širšim obrazom ter veliko bolj izrazito obrazno topografijo. Imajo tudi presenetljivo visoko dvignjen greben obrvi, nos in nosni mostič. Pripadniki ljudstva Jajoi so bili v povprečju višji za 3-5 cm, z očmi ne daleč narazen, visokimi, ozkimi obrazi ter ploskim grebenom na obrveh in ravnimi nosovi. Vsa okostja iz obdobja Kofun, razen od ljudstva Ajnu, so tipa Jajoi s primesmi Džomoncev, kar spominja na današnje Japonce.

## Zgodovina

### Izvor ljudstva Jajoi
O izvoru ljudstva Jajoi se že dolgo razpravlja. Najstarejše arheološke najdišče je Itazuke ali Nabata na severnem Kjušuju. Stiki med prebivalci tega dela Japonske in Korejo segajo v obdboje Džomon, kar vemo iz primerov izmenjave trnkov in predmetov iz vulkanskih kamnin. Preko obdobja Jajoi so se kulturne značilnosti iz Koreje in Kitajske najprej pojavile na tem delu otočja, potem pa se razširile na jug in vzhod. Prišlo je do mešanja med priseljensko in domorodno populacijo, tudi mešanje obstoječih običajev in novih kulturnih praks.
Kitajski vpliv je očiten pri zasnovi bronastega in bakrenega orožja dogjo in dotaku, pa tudi pri namakalni pridelavi riža. Trije veliki simboli kulture Jajoi so bronasto ogledalo, bronast meč in vladarski pečatni kamen. 
Med leti 1996-99 je ekipa raziskovalcev primerjala ostanke dobe iz prefektur Jamaguči in Fukuoka s predmeti obalne province Jiangsu na Kitajskem in našla mnoge podobnosti med obema kulturama.
Nekateri strokovnjaki so zaključili, da so obstajali tudi korejski vplivi. Navajajo arheološke dokaze, ki vključujejo razmejena riževa polja, leseno kmetijsko orodje, nove vrste poliranega kamna, vkopane naselbine, železno orodje, tehnologijo predenja, keramične posode za shranjevanje, zunanje vezanje gline v izdelavi lončenine, udomačene prašiče in rituale s kostmi čeljusti. Do te transfuzije je verjetno prišlo zaradi bližine Koreje in severnega Kjušuja, kjer so začetki kulture Jajoi. Lončenina Jajoi, pokopne gomile in shranjevanje hrane so bili podobni kot v južni Koreji.
Mnogi strokovnjaki trdijo, da dviga števila prebivalstva za 4 milijone ljudi ne moremo enostavno pojasniti s priseljevanjem. Primarno ga pripisujejo spremembi diete iz lovsko-nabiralniške v kmetijsko. Zelo verjetno se je porast zgodil s predstavitvijo riža v prehrano. Ne glede na to obstajajo arheološki dokazi, ki podpirajo idejo vliva velikega števila kmetov s kontinenta, ki so se absorbirali ali pa preplavili domorodno populacijo lovcev in nabiralcev.
Nekateri kosi lončenine kažejo očiten vpliv keramike Džomon. Tudi živeli so v podobnih krožnih zemljankah, lovili s sekanim kamnitim orodjem, posodo in pripomočke so lakirali, kosti so bile v uporabi pri ribolovu, školjke pa za izdelavo nakita.

### PojavaVav kitajskih zgodovinskih spisih
Najzgodnejši pisani zapisi o ljudeh na Japonskem iz tega obdobja so kitajski. Va, japonska izgovorjava zgodnjega kitajskega imena za Japonsko, je prvič omenjena leta 57. Država Na (Nakoku), del dežele Va, je prejela zlat pečatnik cesarja Guangvuja iz poznejše dinastije Han. Ta dogodek je bil zapisan v Hou Han šu, ki ga je v 5. stoletju zbral Fan Ye. Pečatnik so našli v 18. stoletju na severu Kjušuja. Va je omenjenjen tudi leta 257 v delu Wei zhi, izseku iz Zapiskov treh kraljestev, ki jih je v 3. stoletju sestavil Čen Šou.
Zgodnji kitajski zgodovinarji opisujejo Va kot deželo več stotih plemenskih skupnosti, kar se razlikuje od trditev iz Nihon Šokija iz 8. stoletja, da je bila Japonska že 700 enotna. Tudi arheološke najdbe govorijo v prid prve teorije, saj so bili konflikti med naselbinami ali državicami pogosti. Mnoge izkopane naselbine so bile obdane z jarki ali zgrajene na vrhovih vzpetin. Pogoste najdbe iz obdobja so brezglavi okostnjaki (nahajališče Jošinogari). Na priobalnih legah notranjega morja Seto so v grobovih pogoste obredne pokopne kamnite glave puščic.
Viri iz 3. stoletja poročajo, da so živeli ljudje Va večinoma od surovih rib, zelenjave in riža, postreženega na listju in lesenih pladnjih. Med čaščenjem so ploskali (kar se še danes počne med šintoističnimi obredi) in gradili gomile iz zemlje. Pogost je bil sistem gospodar-vazal, zbiranje davkov, vsaka provinca je imela svojo žitnico in tržnico, žalovali so za umrlimi. Nasilni boji so bili pogosti.

### Kraljestvo Jamataj
V delu Wei Zhi (kitajsko 魏志), delu Zapiskov treh kraljestev, je prvič omenjeno kraljestvo Jamataj iz 3. stoletja s kraljico Himiko na prestolu. Himiko je zavladala kot duhovni vodja po veliki civilni vojni. Njen mlajši brat je urejal državniške zadeve, tudi diplomatske odnose s kitajskim dvorom kraljestva Wei. Ko jih je ambasada Wei vprašala o njihovem izvoru, so trdili, da so potomci Velikega grofa Taiba iz regije Wu, zgodovinske osebnosti kraljestva Wu iz delte Jangceja.
Mnoga leta so raziskovali identiteto kraljice Himiko in lokacijo kraljestva Jamataj. Dva možna kraja sta Jošinogari v prefekturi Saga in Makimuku v prefekturi Nara. Najnovejše raziskave podpirajo lokacijo v Makimukuju. Nekateri strokovnjaki predvidevajo, da je kofun Hašihaka grobnica kraljice Himiko. Tudi razmerje med kraljestvom Jamataj in kraljestvom Jamato ni pojasnjeno.

## Citirane knjige
- Habu, Junko (2004). Ancient Jomon of Japan. Cambridge, MA: Cambridge Press. ISBN 978-0-521-77670-7.
- Schirokauer, Conrad (2013). A Brief History of Chinese and Japanese Civilizations. Boston: Wadsworth Cengage Learning.
- Silberman, Neil Asher (2012). The Oxford Companion to Archaeology. New York: Oxford University Press.